# Barbarasiedlung (München)

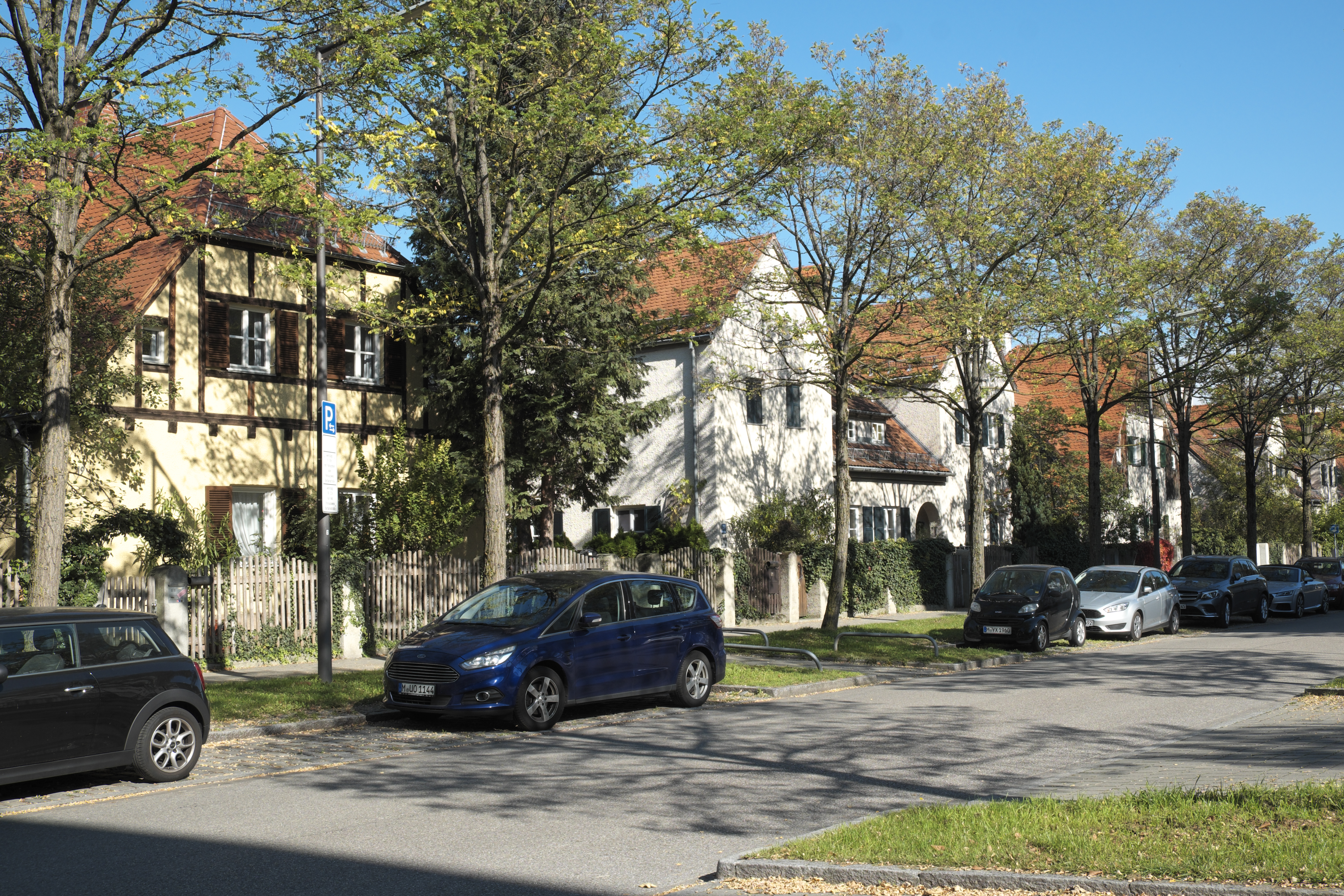
Barbarasiedlung

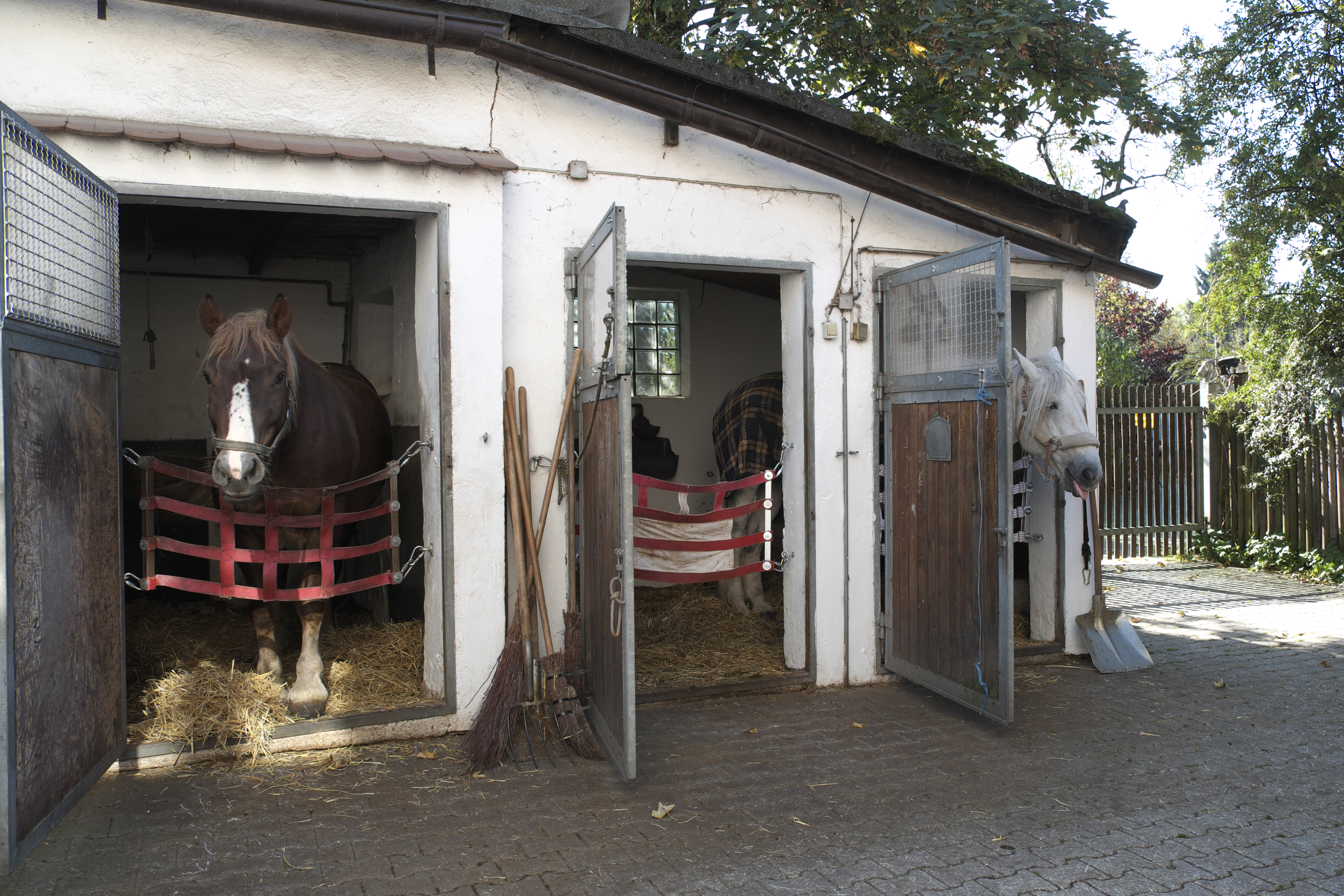
Pferdekutscherei in der Barbarasiedlung

Die Barbarasiedlung in München wurde 1909 bis 1918 für Bedienstete des militärischen Bekleidungsamts errichtet; sie ist auch als Militärwohnanlage Barbarastraße bekannt.

## Lage und Gebäude
Die Barbarasiedlung liegt im Stadtteil Schwabing im Münchener Stadtbezirk 4 Schwabing-West auf einem Dreieck, das durch die Barbara-, Infanterie- und Schwere-Reiter-Straße gebildet wird. Durch die Siedlung führt eine kleine Privatstraße. Die Ein- bis Vierfamilienhäuser mit Vor- und Nutzgarten sind dem Heimatschutzstil zuzuordnen; die Pläne stammen von Georg Besold, ein Vorentwurf von Richard Beetz.
Der Gartenstadtcharakter der kleinen Siedlung wird durch die einheitliche Konzeption betont; die Verwendung unterschiedlicher Hausgrößen und Hausformen – einige mit Holzverkleidung, andere in Holzfachwerkbauweise – mit wechselnden Dachformen verleiht ihr dabei einen aufgelockerten Eindruck.
Die Gesamtanlage steht unter Ensembleschutz.

## Geschichte
Für die sogenannten Ökonomiehandwerker des Korps-Bekleidungsamtes – Handwerker und Beamte mit sehr kurzer militärischer Grundausbildung, rechtlich Soldaten, allerdings in ziviler Verwendung – bestand ein Dienstwohngebäude auf dem Gelände des Barackenkasernements Oberwiesenfeld, das jedoch bald nicht mehr ausreichte, da immer mehr Bedienstete Familie hatten. Die ersten zwölf Häuser der notwendig gewordenen Siedlung – mit Platz für 36 Familien – wurden 1909 bis 1910 gebaut. Jedes Haus war mit Waschküche und Emaillewanne im Keller ausgestattet. Noch vor Ende des Ersten Weltkriegs kamen weitere Häuser an der Schwere-Reiter-Straße hinzu. Zwei etwas größere Wohnblocks in passendem Stil wurden 1916 errichtet.
Die Siedlung ist Eigentum des Freistaates Bayern. Ab 1986 wurde sie unter Leitung von Hans Korn aufwändig renoviert, 1993 im Münchner Fassadenwettbewerb ausgezeichnet.